# Heliastus aztecus
Heliastus aztecus är en insektsart som först beskrevs av Henri Saussure 1884.  Heliastus aztecus ingår i släktet Heliastus och familjen gräshoppor. Inga underarter finns listade i Catalogue of Life.